# Escultoras en un mundo de hombres y su fortuna en la crítica de arte española (1900-1936)
Escultoras en un mundo de hombres y su fortuna en la crítica de arte española (1900-1936) es un artículo que recopila las escultoras que estuvieron activas en el primer tercio del siglo XX y participaron en las Exposiciones Nacionales de Bellas Artes entre 1900 y 1936.

## Catálogos de las Exposiciones Nacionales de Bellas Artes
Según la información extraída de dichos catálogos, fueron 28 las escultoras que participaron  durante las primeras décadas del siglo XX. La crítica de arte española reflejó en su momento las actividades de estas escultoras, por lo que se pudo reconstruir la historia de estas mujeres artistas y su profesionalización. Aunque  las escultoras fue una historia de minorías en el ya minoritario colectivo de mujeres pintoras.  Este texto  revela algunos nombres de escultoras que trascendieron y desvela el tono de la crítica que recibieron en el contexto de la polémica de los géneros llamándolas Viriles, por ser la escultura una actividad atribuida exclusivamente a los hombres y al mismo tiempo halagándolas de femeninas, cuando manifestaban algún signo sentimental en su obra.

## Las escultoras
Las mujeres que concentraron su andadura en la escultura durante la 2ª República, dan forma a un nuevo modelo de mujer que se incorpora activamente a los ambientes artísticos. Aunque al igual que las pintoras, no pudieron acceder al aprendizaje académico oficial, sin embargo recibieron lecciones de los escultores más ilustres del momento. No procedían del mundo rural, por el contrario, procedían de un mundo intelectual ya que tuvieron un estrecho vínculo familiar con relevantes intelectuales y artistas, aunque se mantuvieron a la sombra de sus padres o maridos siempre en un papel secundario. Padecieron críticas por dedicar su actividad en un campo de hombres. Pero gracias a una determinante vocación y gran talento, pudieron superar los impedimentos sociales y dedicarse a la escultura. Fueron  un referente para la primera generación de escultoras profesionales en España.

### Relación de escultoras
Carmen Alcoverro y López, Rosa Chacel, Carmen García de Arredondo, Adela Ginés y Ortiz, Carmen González, Mariana González, Marga Gil Roësset, Rosario Herreros, María Labrandero, María de los Ángeles Lantada, Rosa Martínez Pardo, Dina Miñambres, Ángela Oria, Carmen Palacios, Isabel Pastor, María Rich, Francisca Rodaz, María Sa, América Salazar, María Sicluna, Elena Sorolla, América Sosa, María de Tarifa, Emilia Torrente, Asunción Valdés, Katya Vareshine, Eva Aggerholm e Isabel Vega y Cruces.